# نیمه ماه مارس

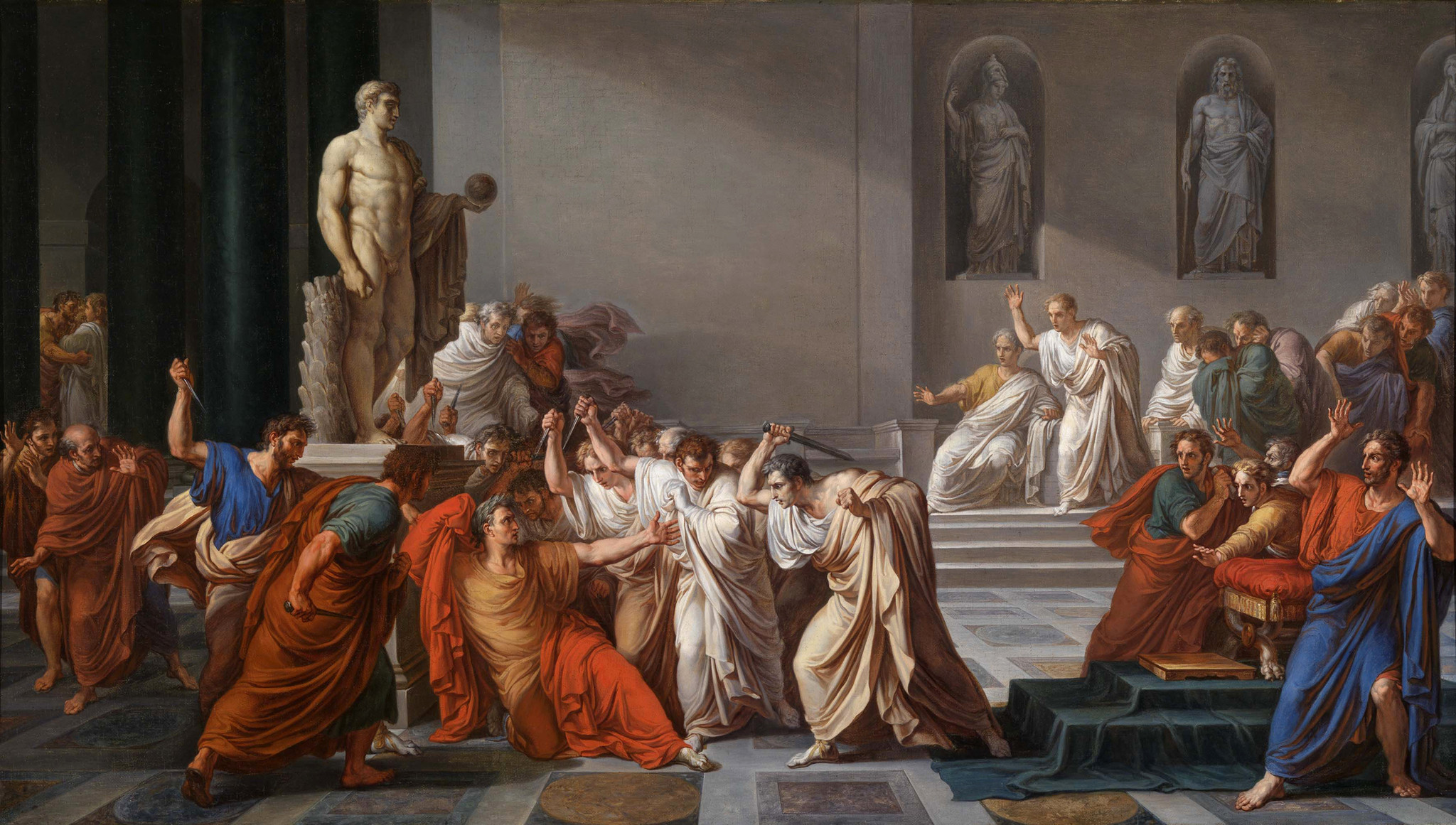
وینچنزو کاموچینی، مرگ سزار، ۱۷۹۸

نیمهٔ ماه مارس (به لاتین: Idus Martiae)عبارتی لاتین است و دلالت بر پانزدهمین روز از ماه مارس در گاه‌شماری رومی است و احتمالاً روزی است که در آن ماه در آسمان کامل است. واژهٔ لاتین Idus به معنی «نیم» یا «نیمه» است به‌ویژه هنگامی که از ماه سخن می‌گوییم. در گاه‌شمار رومی برای اشاره به نیمهٔ ماه‌های مارس، مه، ژوئیه و اکتبر و سیزدهمین روز از دیگر ماه‌ها از این واژه استفاده می‌شد. نیمهٔ ماه مارس یک روز جشن ویژهٔ ایزد مارس بود و معمولاً در آن رژهٔ نظامی برگزار می‌شد.
امروزه هنگامی که سخن از نیمهٔ ماه مارس به میان می‌آید بیشتر یادآور روزی است که ژولیوس سزار در سال ۴۴ پیش از میلاد کشته شد. در آن روز ژولیوس سزار با ۲۳ ضربهٔ خنجر در سنای روم در یک دسیسهٔ گروهی با رهبری مارکوس ژونیوس بروتوس و گایوس کاسیوس لونگینوس کشته شد. بر اساس پلوتارک دسیسه‌کاران ۶۰ نفر بودند.
بر پایهٔ پلوتارک یک پیشگو، پیش‌بینی کرده بود که ژولیوس سزار پیش از آنکه نیمهٔ ماه مارس بگذرد و هنگامی که به سوی پومپه می‌رود، گزند خواهد دید. سزار آن پیشگو را دید و با او شوخی کرد که «نیمهٔ مارس رسیده‌است» به این معنی که نیمهٔ مارس آمده اما چنین چیزی روی نداده‌است. و پیشگو در پاسخ گفت «بله سزار، اما هنوز تمام نشده‌است» این ملاقات در نمایش‌نامهٔ ژولیوس سزار ویلیام شکسپیر به خوبی داستان‌پردازی شده و بسیار شنیده شده‌است. هنگامی که پیشگو به سزار می‌گوید beware the Ides of March، «از نیمهٔ مارس بر حذر باش»